# اريك موريس (لاعب كرة قدم)
اريك موريس (بالإنجليزية: Eric Morris)‏ (30 سبتمبر 1951 في المملكة المتحدة - ) هو لاعب كرة قدم بريطاني في مركز الوسط. لعب مع نادي رينجرز وهاميلتون أكاديميكال وCumnock Juniors F.C. ‏ وإيرفين ميدو XI ‏ ورابطة كرة القدم الاسكتلندية الحادية عشر ‏ ونادي آير يونايتد.